# Minerva

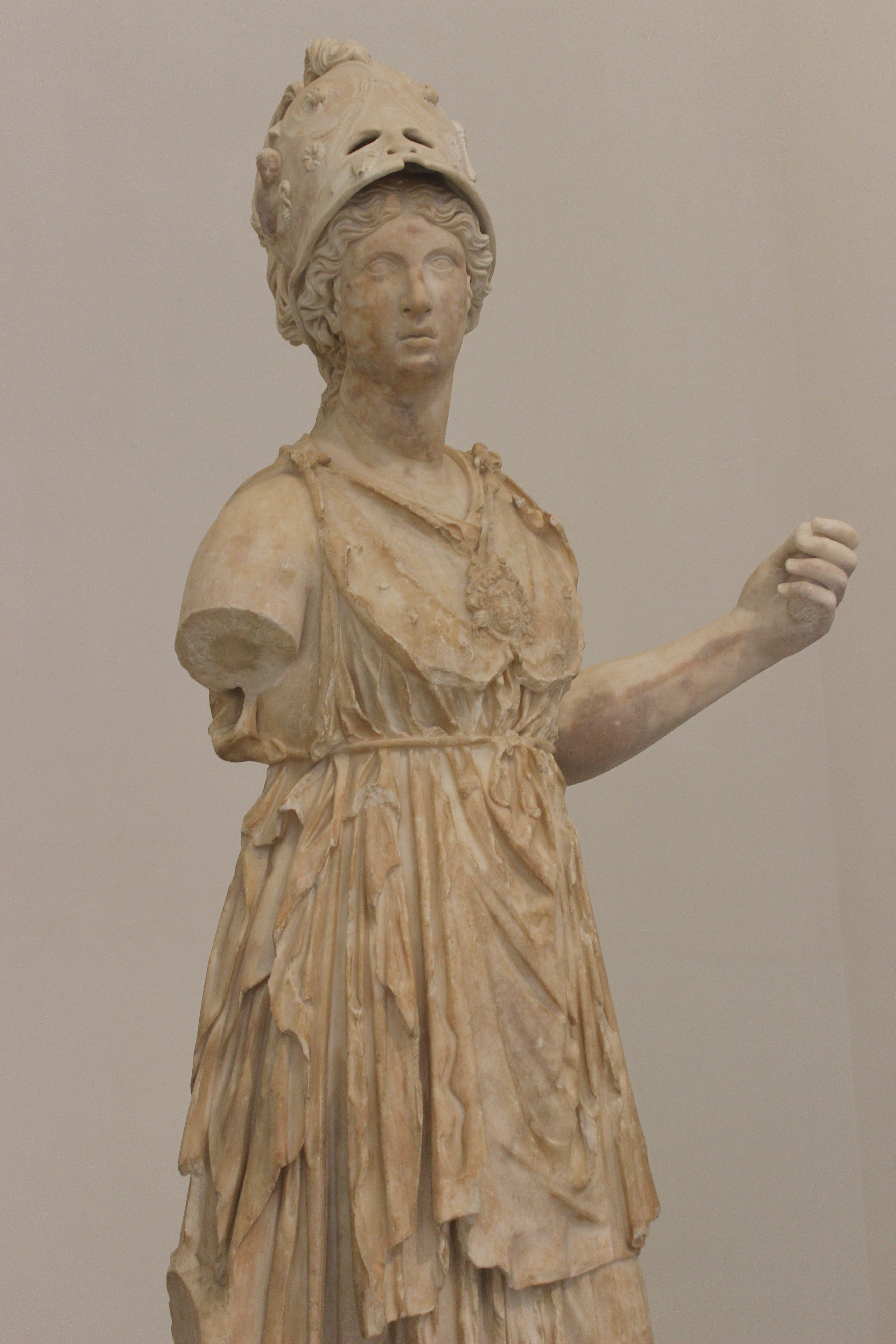
Socha Minervy z konce 2. století

Minerva je římská bohyně řemesel, umění, moudrosti a války, ztotožňovaná s řeckou Athénou. Společně s Jupiterem a Junou byla členkou Kapitolské trojice, též byla počítána mezi Dii Consentes – dvanáct nejdůležitějších božstev. Kult Minervy, stejně jako její jméno, byl odvozen od etruské bohyně Menrvy, jež zas byla ovlivněna Athénou. Tomu, že v nejstarším období nebyla známa, nasvědčuje to, že není zmiňována v nejstarších kalendářích a ani neměla svého flamena. Kapitolská trojice vznikla též pod etruským vlivem, stejně jako Minervina moc nad blesky a vynález trubky.
Jako členka Kapitolské trojice byla uctívána v chrámu Jupitera Optima Maxima na Kapitolu, stejně jako v chrámu Capitolium Vetus na témže vrchu. Již z doby před Druhou punskou válkou pochází Minervin chrám na Aventinu, po dobytí Falerií roku 241. př. n. l. byl na úpatí Caeliu postaven chrám Minervy Capty „zajaté“. Chrám Minervy Medicy „léčitelky“, postavený taktéž v době republiky, stál na Esqulinu.
Minervě jako válečné bohyni Pompeius okolo roku 60 př. n. l. zasvětil chrám jako Minervě Chalcidice na Martově poli. V tomto aspektu byla známá pod titulem Pugnax „bojovná“. Stejně jako Martovi jí byly obětovány ukořistěné zbraně a za císařství počala být známa jako Minerva Victrix „Vítězná“.
Na památku zasvěcení aventiského chrámu se 19. března slavil Minervin svátek Quinquatrus, původně náležející hlavně Martovi. Od roku 168 př. n. l. byl prodloužen na pět dní a byl také nazýván artificium dies, tedy dny těch, co jsou pod Minervinou ochranou, což zahrnovalo umělce, lékaře, řemeslníky, ale také mládež a žáky. Učitelé v těchto dnech dostávali zvláštní odměnu zvanou minerval.